# Pavlik Morózov
Pável Trofímovich Morózov (en ruso: Па́вел Трофи́мович Моро́зов; 14 de noviembre de 1918-3 de septiembre de 1932), más conocido por el diminutivo de Pávlik o Pavka, fue un joven soviético glorificado por la propaganda soviética como un mártir. Su historia, fechada en 1932, retrata a un niño de 13 años de edad que denunció a su padre a las autoridades por alta traición y fue asesinado por su familia. Se trataba de un cuento moral: oponerse al Estado era egoísta y reaccionario, pues el Estado era una virtud más importante que el amor a la familia. Su historia fue objeto de lecturas obligatorias, canciones, piezas de teatro, un poema sinfónico, una ópera y seis biografías. El culto tuvo un gran impacto en las normas morales de generaciones de niños.
Existe muy poca evidencia original relacionada con la historia, en su mayoría provenía de especulaciones de testigos de oídas. Según investigaciones posteriores, la historia sería en su mayoría falsa, aunque hay pocas dudas acerca de que Pávlik fue realmente un niño asesinado. La historia de Morózov fue la base para El prado de Bezhin, una película sin estrenar de 1937, dirigida por Serguéi Eisenstein.

## Historia según la propaganda
La versión más popular de la historia es la siguiente: nacido en el seno de una familia de campesinos pobres, en Guerásimovka, una pequeña aldea a 350 kilómetros al noreste de Ekaterimburgo (entonces conocido como Sverdlovsk), Morózov era un dedicado comunista que lideraba a los pioneros de su escuela y que apoyaba la colectivización de granjas de Stalin. En 1932, a la edad de 13 años, Morózov denunció a su padre a la policía política (OGPU). Supuestamente, el padre de Morózov, el presidente del sóviet del pueblo, había estado "falsificando documentos y vendiéndolos a bandidos y enemigos del Estado soviético", según su sentencia. Por esta denuncia, Trofim Morózov fue sentenciado a diez años en un campo de trabajo y, más tarde, ejecutado; sin embargo, la familia de Pávlik no tomó a bien sus actividades: el 3 de septiembre de 1932, su tío, abuelo, abuela y primo lo asesinaron, junto con su hermano menor. Todos ellos, excepto su tío, fueron detenidos por la OGPU y condenados a la "máxima medida de defensa social": ejecución por fusilamiento.
Miles de telegramas enviados desde los diferentes puntos de la Unión Soviética exigían el juez no tuviera piedad con los asesinos de Pávlik. El gobierno soviético declaró a Pávlik Morózov un "mártir glorioso" que había sido asesinado por reaccionarios. Se construyeron estatuas en su honor y varias escuelas y grupos juveniles fueron bautizados en su nombre. Asimismo, se escribió una ópera y varias canciones sobre él. La escuela de Gerásimovka, a la que asistía Morózov, se convirtió en un santuario y niños de toda la Unión Soviética iban en excursiones escolares a visitarla.
Durante la investigación del caso de Trofim Morózov, su esposa Tatyana Morózova, la madre de Pável, afirmó que Trofim solía golpearla y que traía objetos de valor a casa recibidos como pago por vender documentos falsificados. Pável, quien solo tenía 13 años en esa época, solo confirmó la denuncia presentada por su madre.

## Investigaciones posteriores
Desde el colapso de la Unión Soviética, ha surgido evidencia sobre la fabricación de la leyenda de Pávlik Morózov.
A mediados de los años 1980, Yuri Drúzhnikov, un escritor disidente expulsado de la Unión de escritores soviéticos, llevó a cabo una investigación, se reunió con testigos y escribió un libro sobre Pávlik. Originalmente, circuló en samizdat, fue publicado en 1988 en el Reino Unido bajo el título en ruso, Юрий Дружников, Доносчик 001, или Вознесение Павлика Морозова y, poco después, fue traducido a varios idiomas. La primera traducción al inglés apareció en 1996 bajo el título "Informer 001: The Myth of Pavlik Morozov." En su libro, Drúzhnikov refuta cada aspecto de la versión de la propaganda soviética sobre la vida de Pávlik. Por ejemplo, diferentes fuentes en la literatura soviética lista diferentes edades para Pávlik, cuando fue asesinado; en los libros de texto soviéticos, hay diferentes fotografías de Pávlik que muestran a distintos muchachos; o sostienen que Pávlik no era un pionero cuando fue asesinado. Según la fuente soviética, el abuelo de Pávlik fue responsable de su asesinato; mientras que Drúzhnikov sostiene que el abuelo estaba destrozado por la muerte de Pávlik, organizó la búsqueda cuando el muchacho estaba desaparecido y mantuvo su inocencia durante el juicio. Si bien no lo afirma, Drúzhnikov sugiere que Pávlik fue asesinado por un oficial del OGPU, con quien Drúzhnikov se reunió durante su investigación.
Catriona Kelly en su libro de 2005, Comrade Pavlik: The Rise and Fall of a Soviet Boy Hero, concuerda con Drúzhnikov en que la versión oficial de la historia es casi completamente ficticia, la evidencia es superficial y se basa principalmente en informes de segunda mano por supuestos testigos y que Pávlik no denunció a sus padres y fue asesinado por una disputa mundana. Kelly también muestra cómo el énfasis de la versión oficial cambió para adaptarse a los tiempos cambiantes y a las líneas de la propaganda: en algunas versiones, el crimen del padre de Pávlik no era falsificar documentos, sino acaparar grano; en otras, fue denunciado no a la policía secreta, sino al profesor de la escuela. En algunas versiones, el método del asesinato de Pávlik fue la decapitación con una sierra. La única foto de él lo muestra como un niño malnutrido que casi no guarda ninguna semejanza con las estatuas e imágenes de los libros. También se dijo que era casi iletrado y que fue coercionado por su madre a informar sobre su padre, después de que el padre de Pávlik abandonó a la familia.
Kelly, quien tuvo acceso a los archivos oficiales del caso, sostiene que la teoría de Drúzhnikov que Pávlik fue asesinado por la OGPU no es probable. Drúzhnikov acusa a Kelly de un extenso plagio de su libro y también de "dependencia de aquellos que la admitieron en los archivos", es decir, de los empleados de Servicio Federal de Seguridad, sucesores del OGPU.
Según investigaciones más recientes, Gerásimovka fue descrito en la prensa soviética como un "nido de kulak" debido a que todos los habitantes se negaron a unirse al koljós, una granja colectiva controlada por el Estado, durante la colectivización. Pávlik informó sobre los vecinos cuando hacían algo malo, incluyendo a su propio padre que dejó a la familia por otra mujer. Pávlik no fue un pionero, sino que quería ser uno. No existe evidencia de que la familia estuviera involucrada en el asesinato del muchacho.